# 5375 Siedentopf
5375 Siedentopf eller 1989 AN6 är en asteroid i huvudbältet som upptäcktes den 11 januari 1989 av den tyske astronomen Freimut Börngen vid Tautenburg-observatoriet. Den är uppkallad efter den tyske astronomen Heinrich Siedentopf.
Den tillhör asteroidgruppen Themis.